# Deleatidium cornutum
Deleatidium cornutum är en dagsländeart som beskrevs av Towns och Peters 1996. Deleatidium cornutum ingår i släktet Deleatidium och familjen starrdagsländor. Inga underarter finns listade i Catalogue of Life.